# Marco Sodini
Marco Sodini (Viareggio, 25 giugno 1973) è un allenatore di pallacanestro italiano.

## Carriera
Inizia la sua carriera di allenatore di pallacanestro nel 1994 come allenatore della Pallacanestro femminile Viareggio, squadra che allena per un quinquennio. Nel 2001 Sodini passa al basket maschile, accettando il posto di assistente allenatore della Pallacanestro Lucca, squadra militante in DNB con cui resta fino al termine della stagione 2003-2004.
Nell'estate 2004 firma come responsabile tecnico del settore giovanile del Don Bosco Livorno, partecipando a due finali nazionali consecutive (4ºposto Cadetti Eccellenza 2005 e 2ºposto Juniores eccellenza alle finali di Pescare 2006), aiutando nella crescita giocatori come Andrea Renzi, Andrea Saccaggi e Marco Portannese, giocatori che Sodini ritrova anche nell'Italia under 18 durante gli europei di categoria giocati in Grecia, periodo in cui viene scelto come assistente allenatore di Gaetano Gebbia. Nel 2007, Sodini firma il primo contratto professionistico con Basket Livorno come assistente allenatore per due stagioni.
Il 30 giugno 2009 firma come assistente allenatore della Virtus Bologna, al fianco del coach Lino Lardo e dell'altro assistente allenatore Christian Fedrigo. Nelle tre stagioni con le Vu Nere, Sodini raggiunge una finale di coppa Italia nel 2010 e due volte i playoff.
Dopo Bologna torna alle nazionali giovanili, allenando per un breve periodo l'Italia under 15, prima di esser chiamato da Renato Pasquali a prendere il posto di vice allenatore del B.K. Kiev.
La stagione successiva, Sodini torna in Italia sempre come assistente di Luca Banchi, coach dell'Olimpia Milano.
L'11 febbraio 2015 diventa per la prima volta capo allenatore della Pallacanestro Piacentina. Nella stagione successiva, Sodini riveste il ruolo di advisor per la nazionale colombiana.
Il 24 agosto 2016 firma un contratto annuale con la Pallacanestro Cantù, affiancando prima Rimas Kurtinaitis, poi i sostituti Kyryll Bol'šakov e Carlo Recalcati.
Il 25 maggio 2017, Sodini viene confermato come vice allenatore anche per la stagione 2017-2018, guidando i primi allenamenti prima di lasciare spazio al rientrante Bol'šakov.
Il 6 ottobre 2017, dopo una sola gara di campionato, viene nominato capo allenatore al posto di Kyryll Bol'šakov, il quale lo sostituisce come vice allenatore.
Il 25 giugno 2018 firma un contratto biennale con l'Orlandina Basket.
Nell'estate 2021 fa ritorno alla Pallacanestro Cantù in Serie A2 con l’obbiettivo di riportare la compagine brianzola nella massima serie.
A giugno 2022 viene sollevato dall'incarico a fronte della mancata promozione in Serie A.
Nel 2023 assume il ruolo di Capo Allenatore della Nazionale Italiana Under 18, concludendo al quarto posto il prestigioso Torneo di Mannheim e al nono posto l'Europeo di categoria a Tampere in Finlandia , pur con un record di cinque vittorie e solo due sconfitte. In Luglio viene messo a capo dal Settore Squadre Nazionali , del progetto Italia 2024 - 2025 al fianco di Gigi Datome. 